# ジョセフィーヌ・ウーセイ
ジョセフィーヌ・ウーセイ（Joséphine Houssay）として知られるクラリス・ジョセフィーヌ・マリー・ウーセイ（Clarisse Joséphine Marie Houssais、1840年12月25日 - 1914年3月27日）は、フランスの画家である。

## 略歴
ナントで生まれた。父親のフランソワ・ウーセイ（François Houssais）はワイン商人で、母親のジャンヌ・メーヌエポツダム出身の女性であった。ナントから家族はパリに移った。兄のフレデリク・レオポール・ウーセイは彫刻家で、はじめ兄から美術を学んだ後、女性のための美術学校でジャン＝ジャック・エンネルに学んだとされる。1868年からパリのサロンにJoséphine Houssayという名前で出展を始め、亡くなるまで毎年サロンに出展した 。1878年のパリ万国博覧会にも出展した。1883年にフランス芸術家協会に入会した。
1887年に、女性の高等教育学校の絵画教師のパリ市からの公的資格を与えられた。
1892年のフランス芸術家協会の展覧会で3等のメダルを受賞した。女性館が作られ、100人ほどの各国の女性芸術家が参加することになったシカゴ万国博覧会にも参加した。1900年のパリ万国博覧会では銅メダルを受賞した。
1914年3月にパリの6区で亡くなった。

## 作品

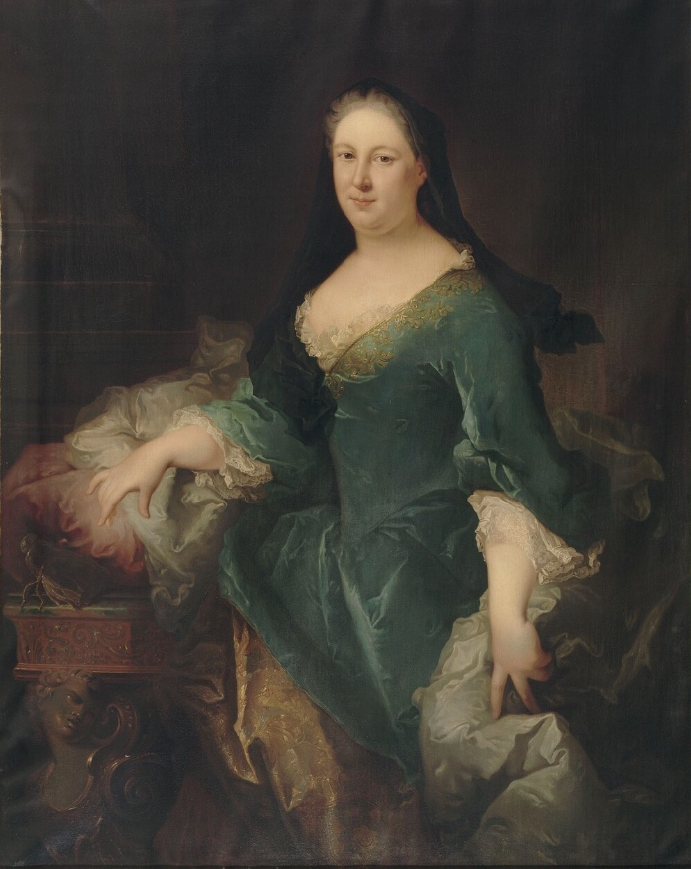
Anne Lefèvre d'Ormessonの肖像画
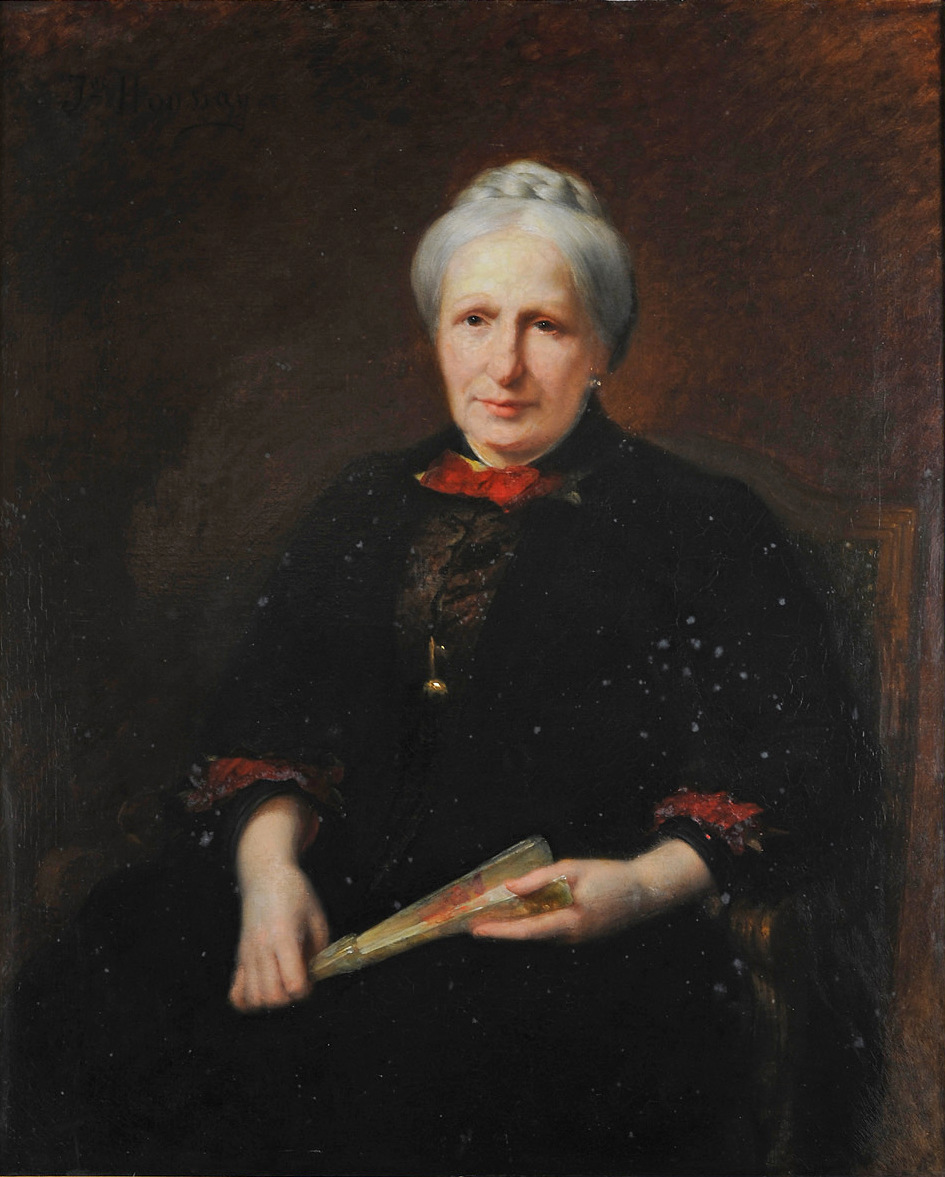
Teresa Cristinaの肖像画
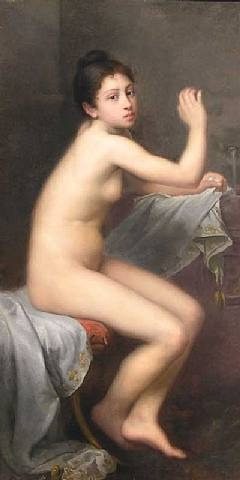
ヌード (1888) アムステルダム国立美術館
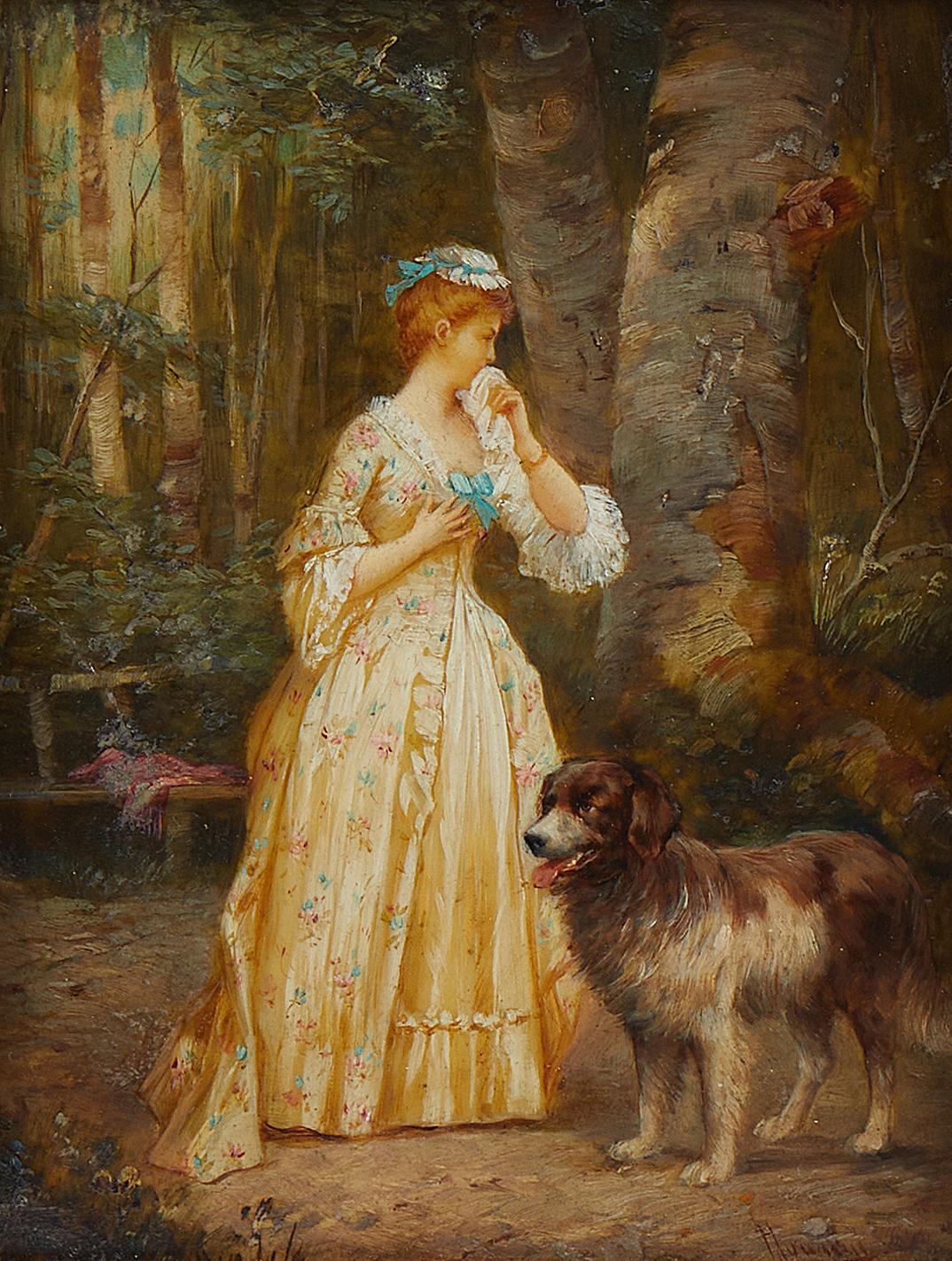
長く待たされて